# Каменово (област Разград)
 Тази статия е за селото в Област Разград.  За другото българско село с това име вижте Каменово (Област Сливен).  
Ка̀меново е село в Североизточна България. То се намира в община Кубрат, област Разград.

## География
Каменово се намира в долината на река Топчийска, на 11 километра от общинския център Кубрат. Селото се простира на 3.20 км по протежение на преминаващия през същата долина Републикански път II-49. Около Каменово има скали и пещери, а също така язовир, който е подходящ за плаж и риболов.
Селото има редовна автобусна връзка с градовете Разград и Кубрат.

## История
Според официалните данни на НАИМ към БАН в землището на селото са разкрити два археологически обекта, съответно с национално и местно значение - Производствен център и работилница в селищна могила от Халколита и Плосък некропол от Късния халколит. Счита се, че през древността преди 6500 г. в района на селото функционира своеобразна работилница за кремъчни сечива, за което дава основание колективната находка на „суперпластини“ – 23 кремъчни остриета, отцепени от едно-единствено кремъчно ядро. През 2016 г. е разкрит некрополът от същия период, съдържащ гроба на жрец или воин, държащ в ръце каменна брадва. Разкрито е и погребението на възрастна жена и дете, положени заедно и покрити с керамични съдове, които вече са реставрирани.
Село Каменово носи днешното си име от август 1934 г. В началото на XXI век местното комбинирано детско заведение – детска градина и училище „Петко Славейков“, е закрито поради недостатъчен брой ученици. На 23 август 2014 след проливен дъжд селото осъмва наводнено от придошла вода от непочистваното четири години речно корито, като бeдствието причинява материални щети на частните домове на населението. От 2015 г. нататък започват мащабни археологически разкопки на цялата територия на селото.
През месец декември се започна танцова хоротека и сега малките деца както и по-големи имат вече 4 участия и те са:Божури,Пагане,Капански събор(Гецово)и в Равно.🥳

## Обществени институции
Кметство, Народно читалище „Напредък“, пощенски клон.

## Културни и природни забележителности
| Скални образувания по долината на река Топчийска между Каменово и Топчии. |
| Скални образувания по долината на река Топчийска между Каменово и Топчии. |

Църквата в селото е построена през 1865 и е посветена на Успение Богородично. На 9 декември 1993 г. тя е обявена за архитектурно-художествена недвижима културна ценност. Историческа ценност от Регистъра на Паметниците на културата от 1956 г. е и Паметникът на падналите през войните, разположен в двора на училището в Каменово. Той представлява скулптурно-архитектурен паметник от две части: скулптура на двама войника, прегърнати през рамо, единият с пушка в дясната ръка, а другият с нож на колана; архитектурна част, която е стъпаловиден постамент, завършващ с пресечена четириъгълна пирамида. На него е апликиран надпис върху бронзова плоча.
Около селото се намират много пещери. Някои от тях са:
- „Араба пещера“- дължина 77 метра
- „Бездънната“ – дължина 30 метра
- „Бухалова дупка“ – дължина 14 метра
- „Долното таванче“ – дължина 128 метра
- „Иманярската пещера“ – дължина 56 метра
- „Кремъчната пещера“ – дължина 30 метра
- „Стрелите“ – дължина 31 метра
- „Чаирлъка“ – дължина 12 метра

## Управление

### Кметове на Каменово
Това е списък на кметовете на село Каменово.
| №  | Име           | Период                              | Партия                                | Забележки |
| -- | ------------- | ----------------------------------- | ------------------------------------- | --------- |
|    |               |                                     |                                       |           |
|    | Стефко Михнев | 27 октомври 2003 – 29 октомври 2007 | Предизборна коалиция Обединена левица |           |
|    | Стефко Михнев | 29 октомври 2007 – 24 октомври 2011 | БСП                                   |           |
|    | Валя Пенева   | 24 октомври 2011 – 1 ноември 2015   | ГЕРБ                                  |           |
| 20 | Светлан Бонев | 2 ноември 2015 –                    | Реформаторски блок                    |           |

## Редовни събития
- Всяка година се провежда ежегодният каменовски сбор – по традиция през първата неделя на месец май.
- Празник на хляба и плодородието – 2 септември 2017[8]